# Rabun County
Rabun County är ett administrativt område i delstaten Georgia, USA, med 16 276 invånare. Den administrativa huvudorten (county seat) är Clayton. 

## Geografi
Enligt United States Census Bureau har countyt en total area på 976 km². 961 km² av den arean är land och 15 km² är vatten.

### Angränsande countyn
- Macon County, North Carolina - nord
- Jackson County, North Carolina - nordost
- Oconee County, South Carolina - öst
- Habersham County, Georgia - syd
- Towns County, Georgia - väst
- Clay County, North Carolina - nordväst

### Städer och samhällen
- Clayton (huvudort)
- Dillard
- Mountain City
- Sky Valley
- Tallulah Falls (delvis i Habersham County)
- Tiger